# Stephen Gleeson
Stephen Gleeson (Dublino, 3 agosto 1988) è un calciatore irlandese, centrocampista dell'Hitchin Town.

## Carriera

### Nazionale
Ha esordito in nazionale irlandese il 23 maggio 2007 contro l'Ecuador al Giants Stadium (1-1).